# Mongrando
Mongrando ist eine Gemeinde mit 3603 Einwohnern (Stand 31. Dezember 2023) in der italienischen Provinz Biella (BI), Region Piemont.
Die Nachbargemeinden sind Borriana, Camburzano, Donato, Graglia, Netro, Occhieppo Inferiore, Ponderano, Sala Biellese und Zubiena.
Das Gemeindegebiet umfasst eine Fläche von 16 km².